# (200209) 1999 TQ111
(200209) 1999 TQ111 es un asteroide perteneciente al cinturón de asteroides, descubierto el 4 de octubre de 1999 por el equipo del Lincoln Near-Earth Asteroid Research desde el Laboratorio Lincoln, Socorro, Nuevo México.

## Designación y nombre
Designado provisionalmente como 1999 TQ111.

## Características orbitales
1999 TQ111 está situado a una distancia media del Sol de 2,653 ua, pudiendo alejarse hasta 3,117 ua y acercarse hasta 2,190 ua. Su excentricidad es 0,174 y la inclinación orbital 12,98 grados. Emplea 1579,02 días en completar una órbita alrededor del Sol.

## Características físicas
La magnitud absoluta de 1999 TQ111 es 15,5.